# Sztupa György
Sztupa György (Nagyvárad, 1812. augusztus 5. – Budapest, 1884. szeptember 9.) gyógyszerész, országgyűlési képviselő, a Magyarországi Gyógyszerész Egyesület igazgatósági tagja.

## Életútja
Román szülők gyermeke. Nagyváradon végezte a gimnáziumot, a gyulai Megváltó és pesti Erzsébet téri Magyar király gyógyszertárban pedig gyógyszerészi tanulóéveit. 1834-ben, a Pesti Tudományegyetemen szerzett gyógyszerészi oklevelet, majd Esztergomba, Pozsonyba és Bécsbe ment mint segéd. 1840-től Aradon lett önálló gyógyszerész, megvásárolta Borosné gyógyszertárát. 1848-ban ment Pestre, midőn a Széna téri Magyar Korona gyógyszertárt megvette, melyet utolsó éveiben vejével, Kriegner Györggyel társaságban bírt. 1848-ban nemzetőri kapitány volt; a polgári életben tevékeny részt vett a jótékony intézmények létesítésében. A svábhegyi építési bizottság és a görög-román hitközség elnöke volt. 1875–től 1878-ig a fehértemplomi kerület választotta meg országgyűlési képviselőnek, mérsékelt ellenzéki programmal. A Magyarországi Gyógyszerész Egyesület központi igazgatósági tagja volt. Eugénia és Poydora nevű leányait is a gyógyszerészi pályára készítette. Budapesten hunyt el svábhegyi nyaralójában. Sírja a budapesti Fiumei úti sírkertben áll. 
Cikkei az Orvosi Hetilapban (1857–58., 1860.), a Képes Ujságban (1859), a Kerti Gazdaságban (1860.), a Gyógyászatban (1861.), a Gyógyszerészi Hetilapban (1862).
Arcképe: Kőnyomat nyomt. Grund Pesten (a Vereby Honpolgárok Könyvében).

## Munkái
- Rövid értekezések a mészanyzöldletről és a kénsavas horgagról. Pest, 1834.
- A gyógyszerészet tudományos állása hazánkban és mik volnának a legsürgősebb teendői. Orvosi Hetilap, 1857. 463.
- A magyar gyógyszerészek múlt és jelen kora. Orvosi Hetilap, 1860. 197-235.
- Emlékirat a magyar gazdasszonyok orsz. egylete 1876 évben felépült árvaházának felavatása alkalmával. Bpest, 1877.